# Air China
Air China (chinesisch 中國國際航空公司 / 中国国际航空公司, Pinyin Zhōngguó Guójì Hángkōng Gōngsī – „China International Airline“, kurz 國航 / 国航,  Guóháng) ist die staatliche Fluggesellschaft der Volksrepublik China mit Sitz in Peking und Basis auf dem Flughafen Peking. Sie ist im Shanghai Stock Exchange 50 Index gelistet und Mitglied der Luftfahrtallianz Star Alliance.
Sie ging als eine von sechs neuen Fluggesellschaften aus der 1988 aufgelösten CAAC hervor und hatte für Langstreckenflüge zunächst das Monopol. Die anderen fünf Gesellschaften waren für Inlandsflüge und den Verkehr im asiatischen Raum zuständig.

## Geschichte

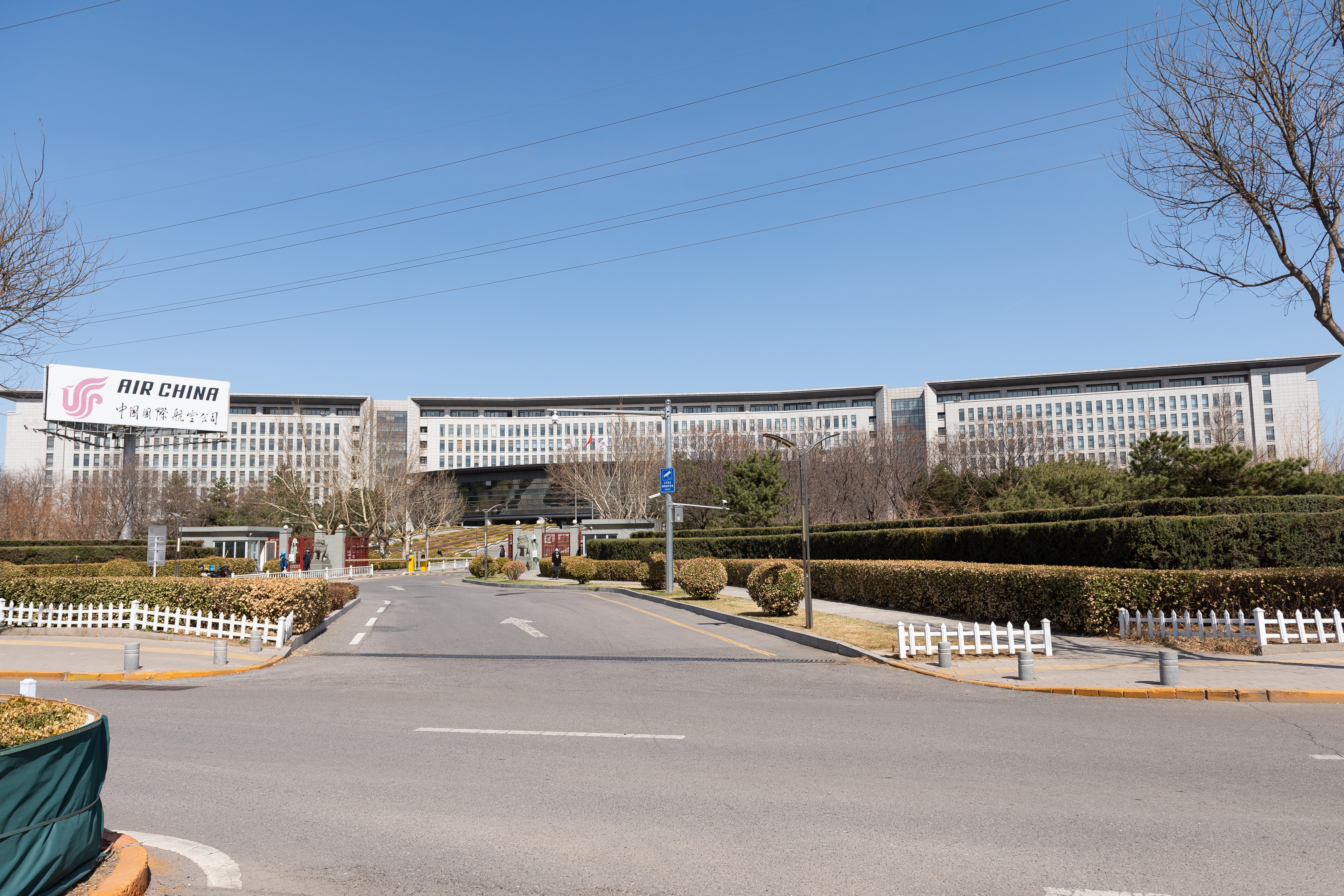
Sitz der Air China

Air China begann ihre Flüge am 1. Juli 1988. Ihr Ursprung liegt im internationalen Teil der Civil Aviation Administration of China (CAAC), die 1939 gegründet worden war, um Militärflüge aus der damaligen Republik China nach Mittelrussland zu absolvieren. Im Jahr 1988 wurde die CAAC in einzelne Regionalgesellschaften sowie die international operierende Air China aufgeteilt. Das erste Linienflugzeug der CAAC war die Lisunow Li-2. Danach kam die Iljuschin Il-14, die bald von der Iljuschin Il-18 abgelöst wurde.
Der erste Jet war die Hawker Siddeley Trident und wurde 1970 bestellt. Die ersten Langstreckenflüge übernahmen die Iljuschin Il-62M und die Boeing 707. Ihre erste Boeing 747 erhielt CAAC am 29. Februar 1980, ihre erste Boeing 737-300 am 15. Juni 1986. Die erste 737-700 wurde am 17. Juni 2003 an Air China geliefert und die 737-800 am 17. August 1999.
Air Chinas Großraumflotte besteht heute aus den beiden Versionen der Airbus A330, der Boeing 777-200 und der 777-300ER sowie der 747-400 und 747-8, welche die 747-400 ersetzen sollen.
Air China ist seit Dezember 2007 Mitglied der Star Alliance. Im Jahr 2014 wurden 51,01 Millionen Passagiere auf Flügen der Air China befördert – nicht enthalten sind in dieser Zahl die Passagiere anderer Airlines, die zwar zum Air-China-Konzern (Air China Group) gehören, aber nicht den Namen Air China tragen; die Auslastung von Air-China-Flügen lag im Jahr 2014 bei durchschnittlich 80 Prozent.
Air China hält Anteile an verschiedenen Airlines, unter anderem Air China Cargo, Cathay Pacific, Shenzhen Airlines, Air Macau, Shandong Airlines, Dalian Airlines, Beijing Airlines, Tibet Airlines und Air China Inner Mongolia; der Air-China-Konzern, der alle Airlines umfasst, die zur Air China Group gehören, betrieb bis zum 31. Dezember 2014 insgesamt 540 Flugzeuge mit einem Durchschnittsalter von 6,08 Jahren; insgesamt wurden 83,01 Millionen Passagiere befördert.
Air China wurde im November 2013 von Skytrax auf den Status einer Drei-Sterne-Airline herabgestuft, da die Produktqualität nicht mehr die Mindestanforderungen für vier Sterne erfüllte.
Am 7. Juli 2014 unterzeichneten der Präsident von Air China, Song Zhiyong, und der Vorstandsvorsitzende der deutschen Lufthansa, Carsten Spohr, eine Absichtserklärung für eine engere strategische Zusammenarbeit. Beide Partner werden in einem Joint Venture angebotene Flugverbindungen und Dienstleistungen stärker aufeinander abstimmen, die Erlöse aus den gemeinschaftlich erbrachten Leistungen nach einem noch auszuhandelnden Schlüssel auf die beiden Fluggesellschaften verteilen und die Tickets des jeweiligen Partners anerkennen.
Darüber hinaus wollen beide Airlines ihre Zusammenarbeit im Bereich der MRO-Dienstleistungen (Maintenance, Repair and Overhaul – Wartung, Reparatur und Überholung) intensivieren.
Da beide Fluggesellschaften zusammengenommen 84 Prozent aller Flüge zwischen Deutschland und China betreiben und 88 Prozent aller Passagiere transportieren, bedarf ein solches Bündnis der Genehmigung der Kartellbehörden, die bislang noch nicht erfolgt ist. Laut dem Vorstandsvorsitzenden der Lufthansa, Carsten Spohr, sollte die engere Zusammenarbeit aber noch vor dem Ende des Jahres 2015 beginnen.
Im Januar 2023 erhöhte Air China ihre Beteiligung von 49,4 Prozent auf 66 Prozent an der Fluggesellschaft Shandong Airlines und erhielt damit eine Mehrheitsbeteiligung.

## Flugziele
Air China ist neben China Eastern, China Southern und Hainan Airlines eine der wenigen chinesischen Fluggesellschaften, die Ziele in Asien, Australien, Europa, Nordamerika und Südamerika anfliegen. Im deutschsprachigen Raum werden Frankfurt, München, Wien und Zürich bedient.

### Codesharing
Air China unterhält Codeshare-Abkommen mit folgenden Fluggesellschaften (Star-Alliance-Mitglieder sind mit einem Sternchen gekennzeichnet):
| - Air Canada* - Air New Zealand* - Air Macau - Air Serbia - All Nippon Airways* - Asiana Airlines* - Austrian Airlines* - Cathay Dragon - Cathay Pacific | - China Express - Egypt Air* - El Al Israel Airlines - Ethiopian Airlines* - EVA Air* - Finnair - Hawaiian Airlines - Juneyao Airlines - Kunming Airlines | - LATAM Airlines - LOT Polish Airlines* - Lufthansa* - SAS - Shandong Airlines - SilkAir - Singapore Airlines* - SWISS* | - Shenzhen Airlines* - South African Airways* - TAP Air Portugal* - Tibet Airlines - Turkish Airlines* - Uni Air - United Airlines* - Virgin Atlantic |

## Flotte

### Aktuelle Flotte

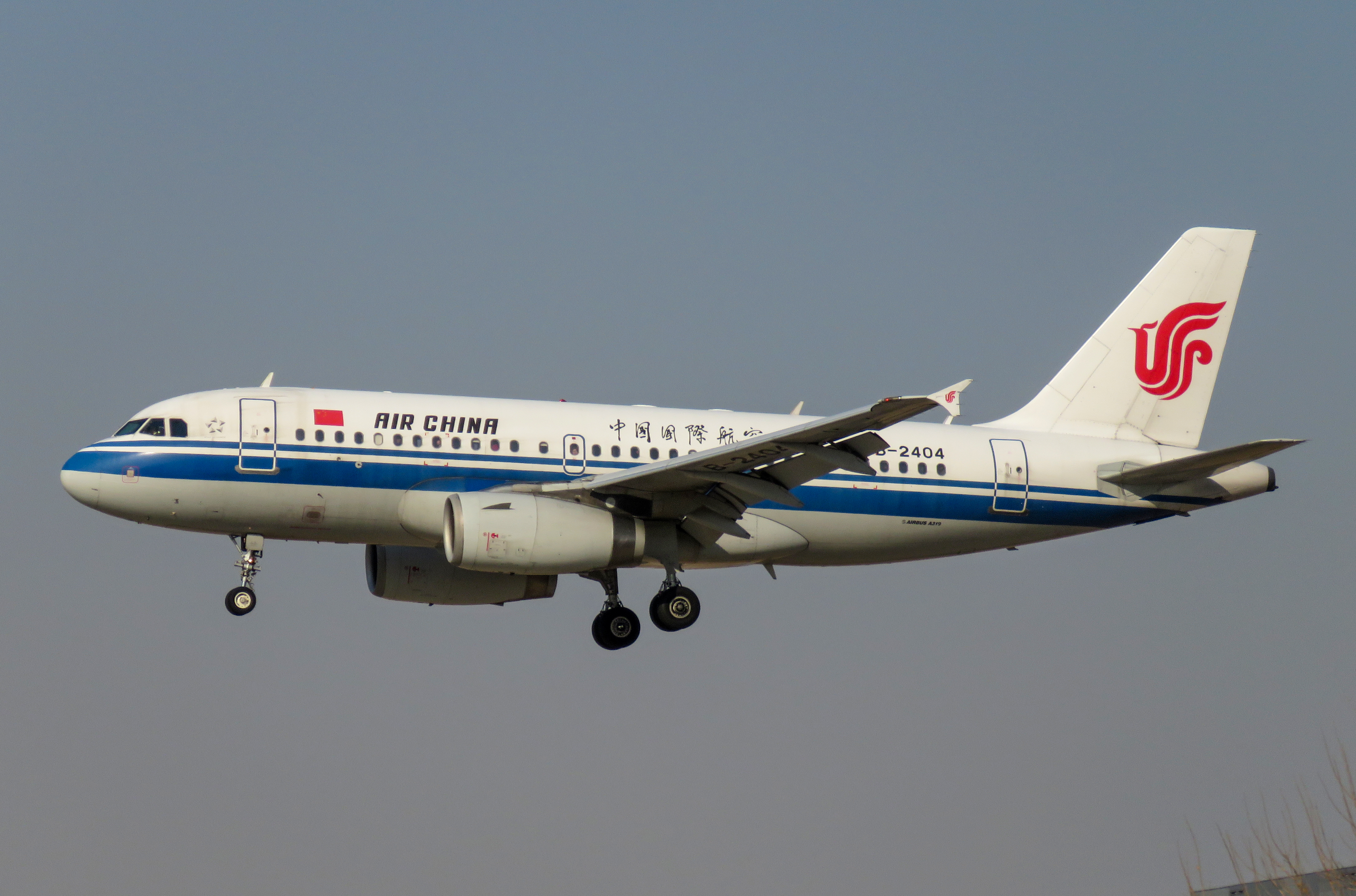
Airbus A319-100
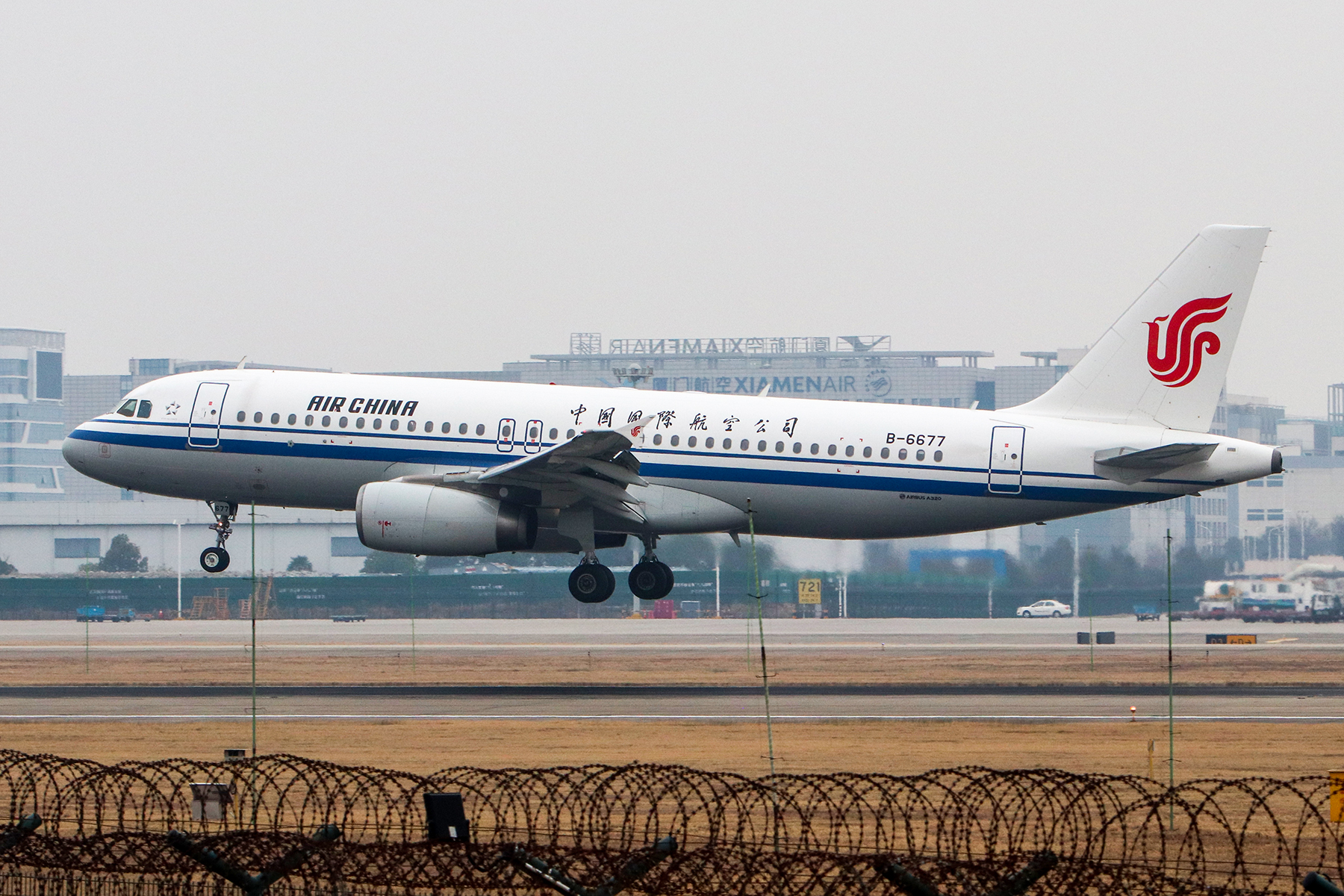
Airbus A320-200
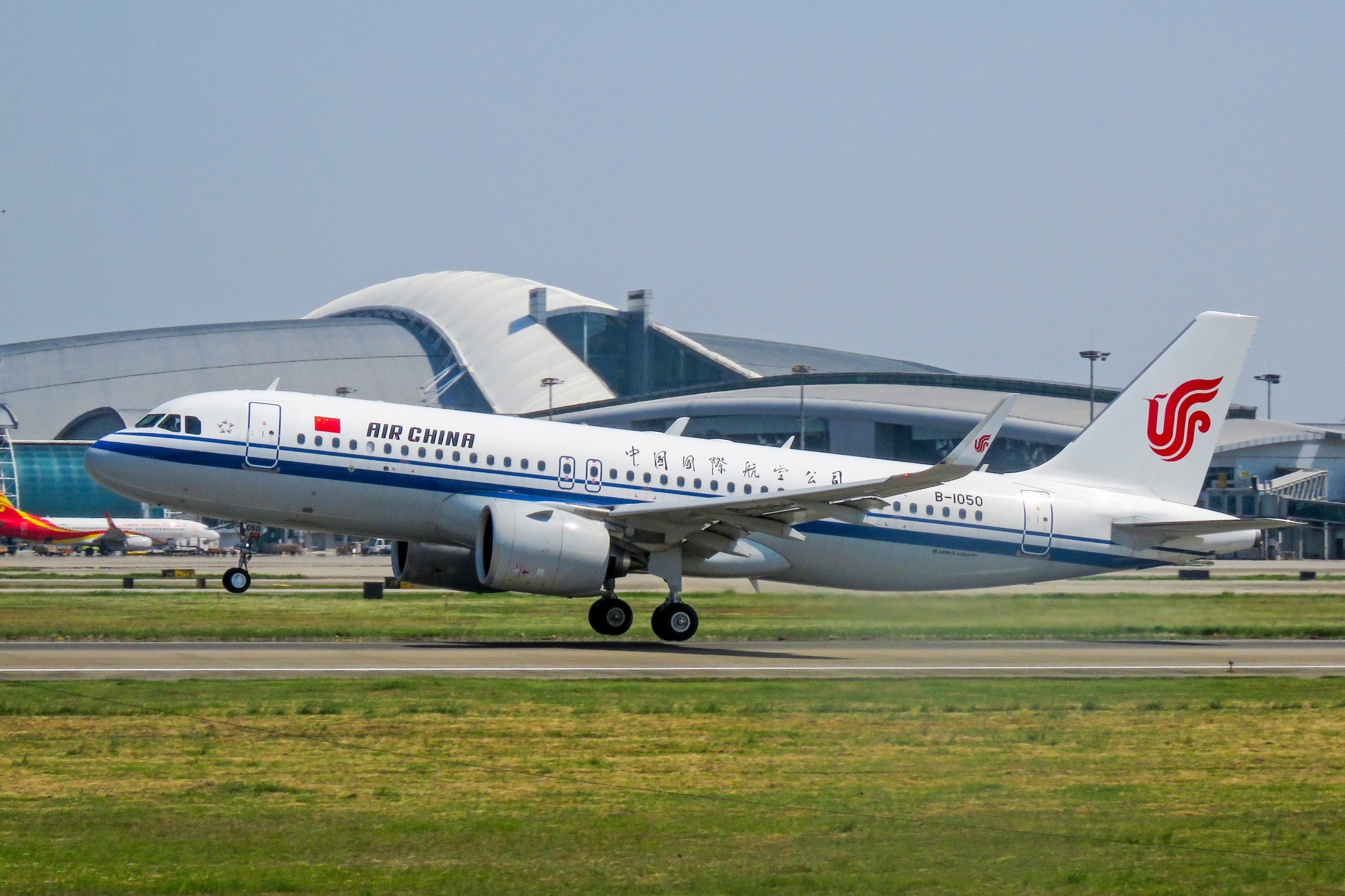
Airbus A320neo
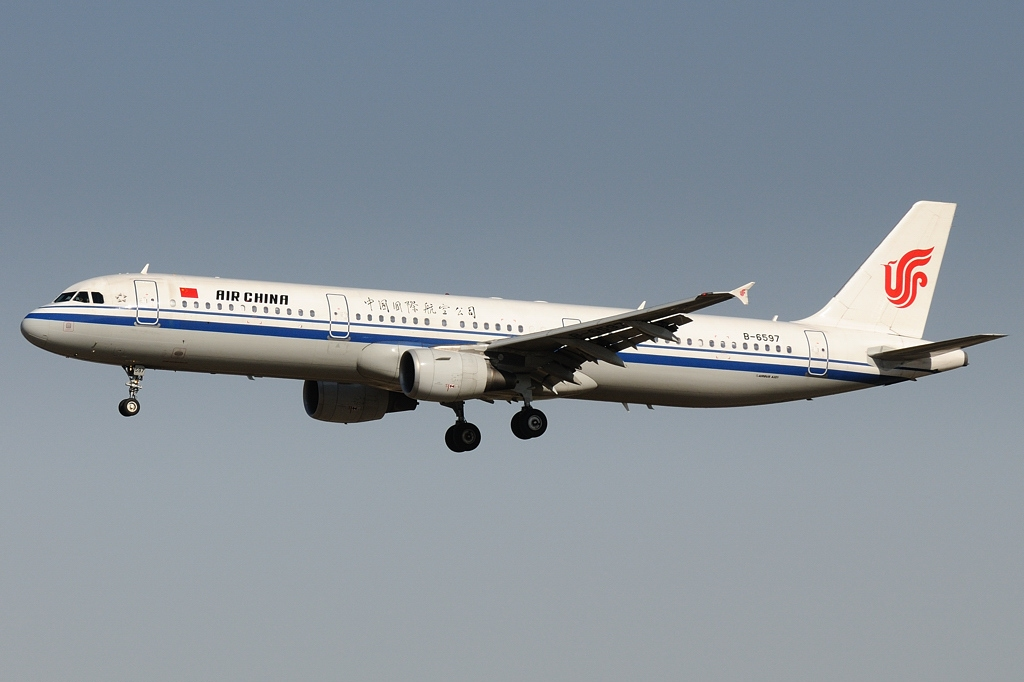
Airbus A321-200
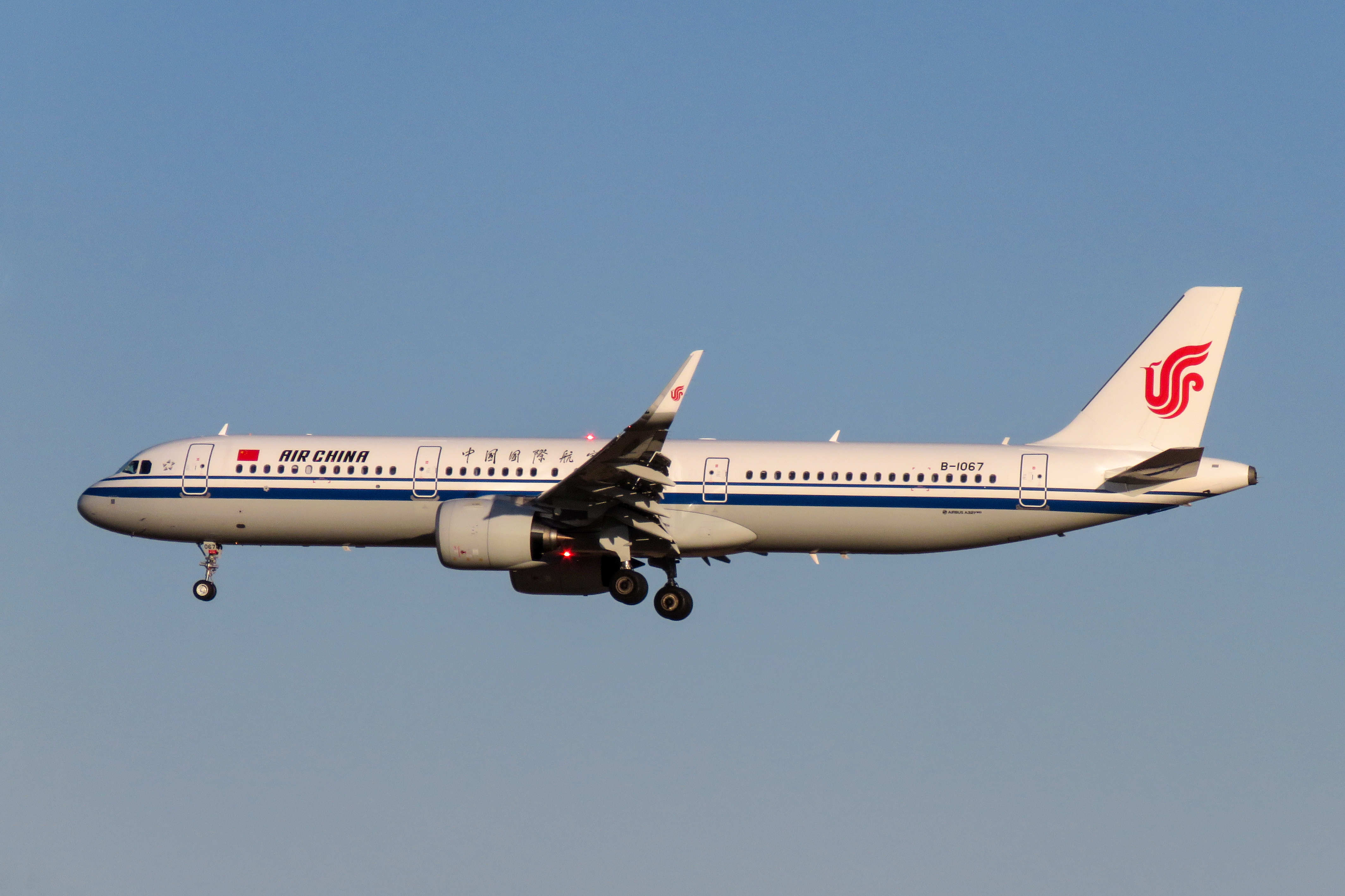
Airbus A321neo
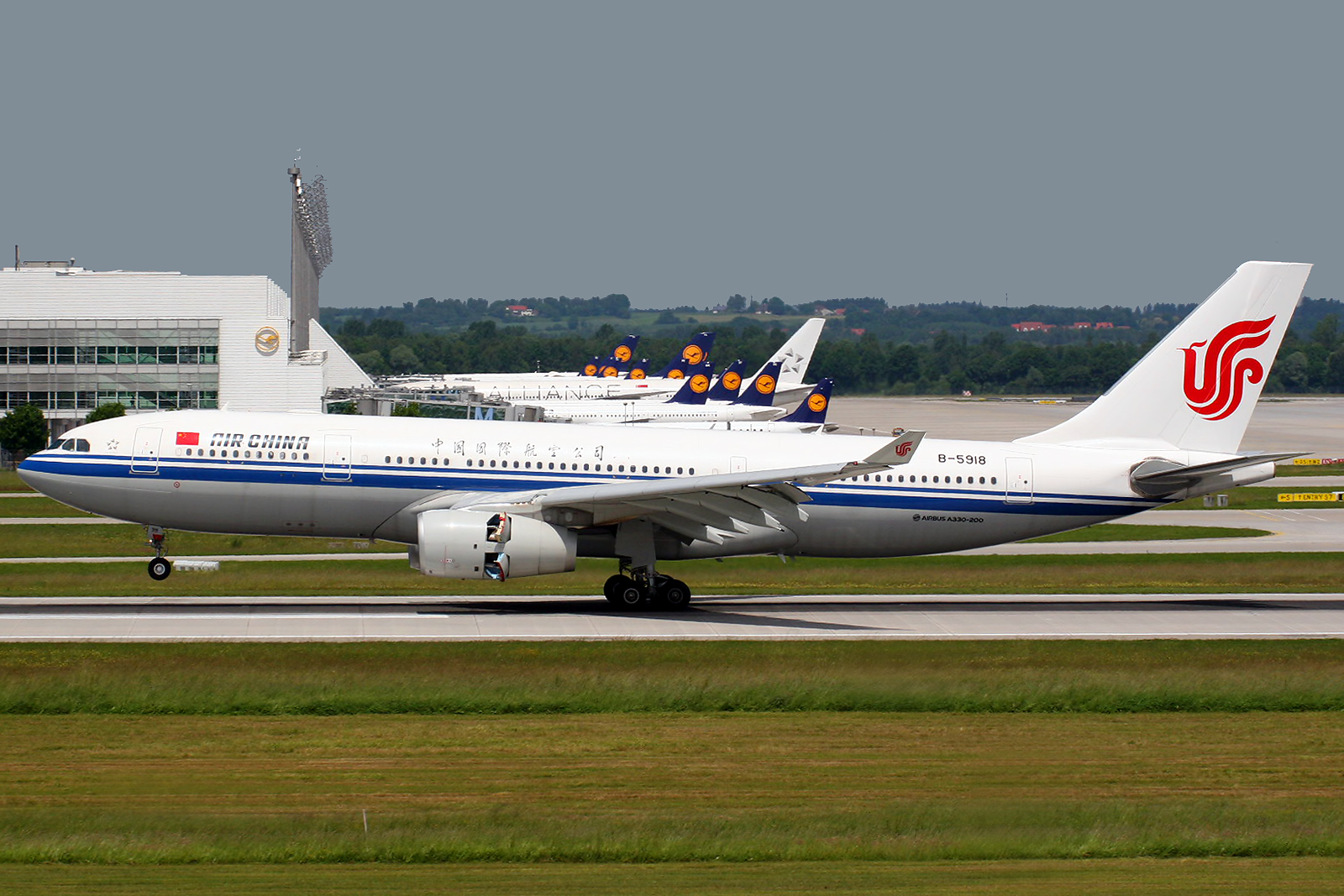
Airbus A330-200
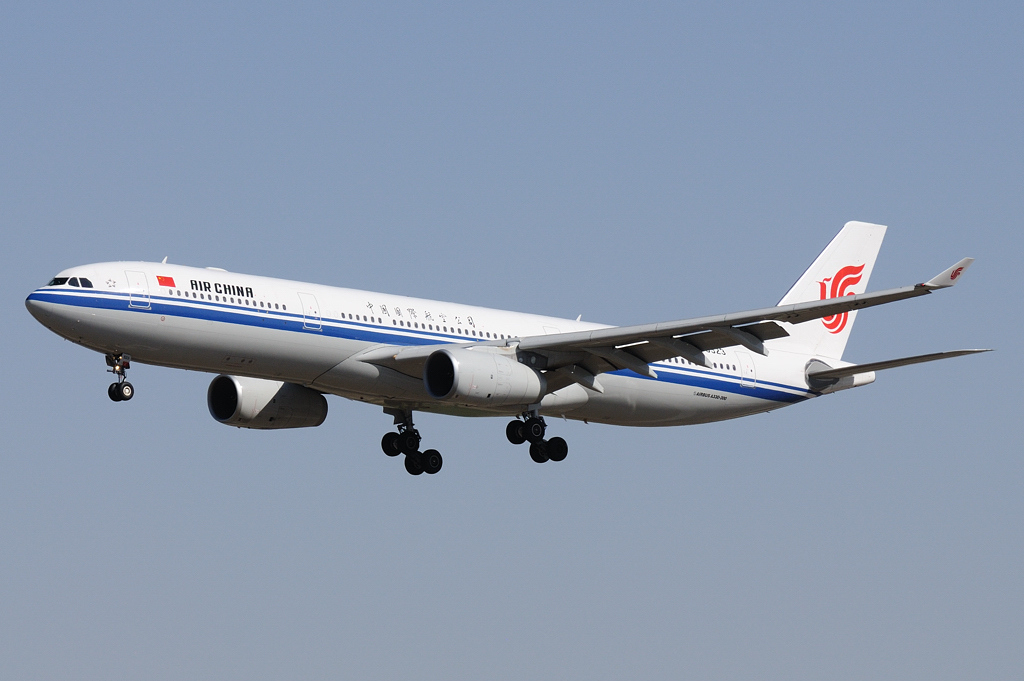
Airbus A330-300
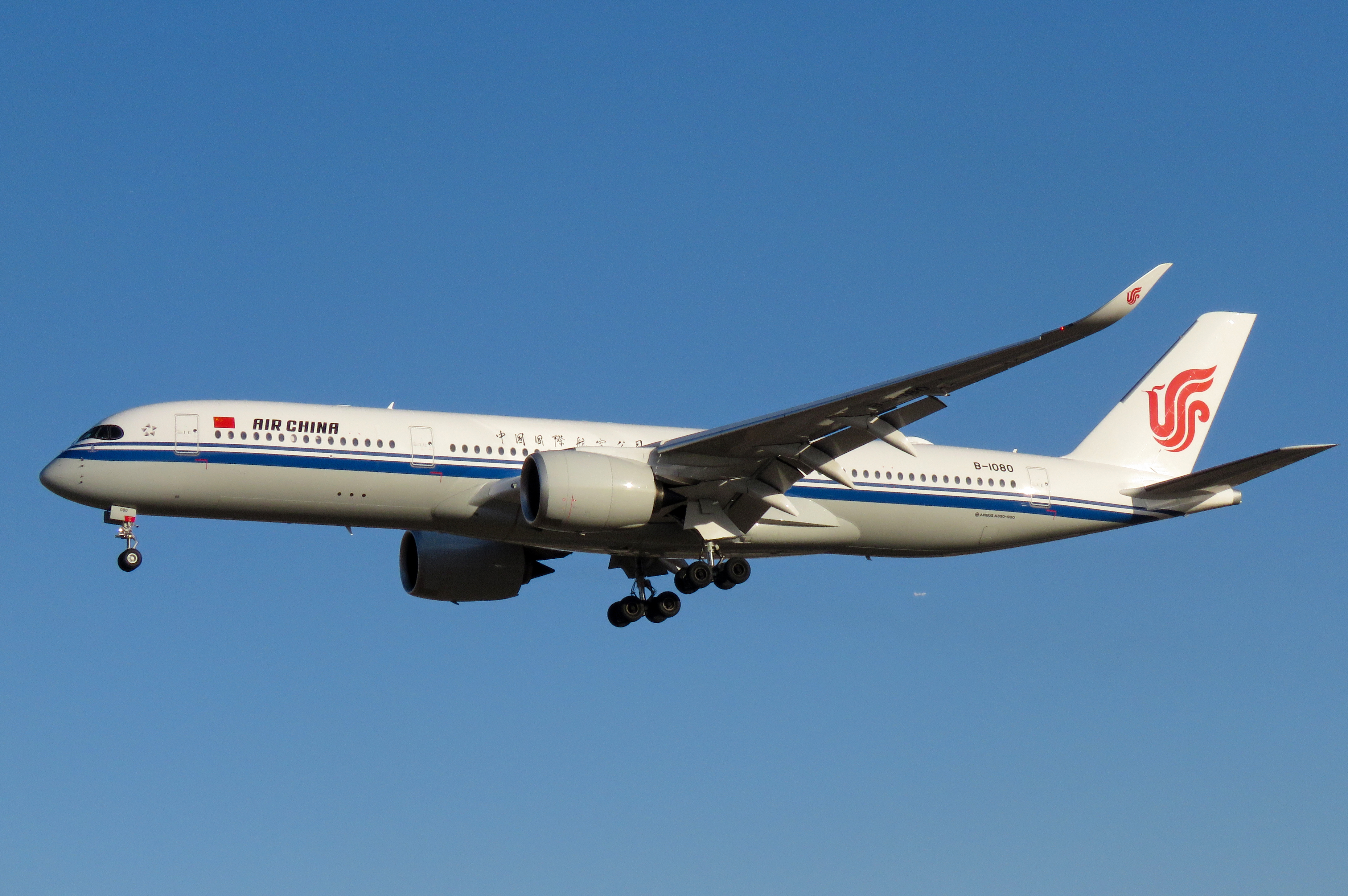
Airbus A350-900
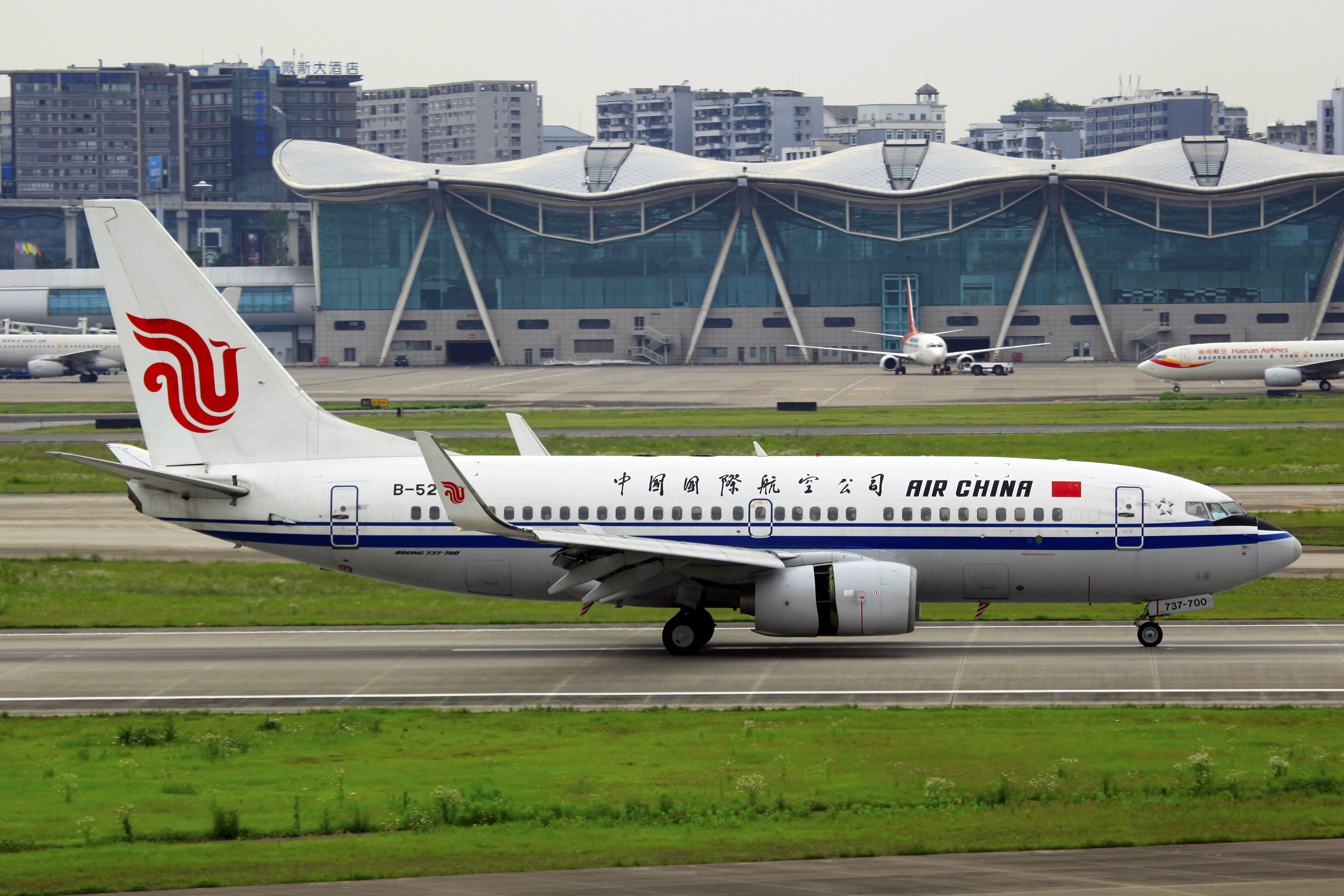
Boeing 737-700
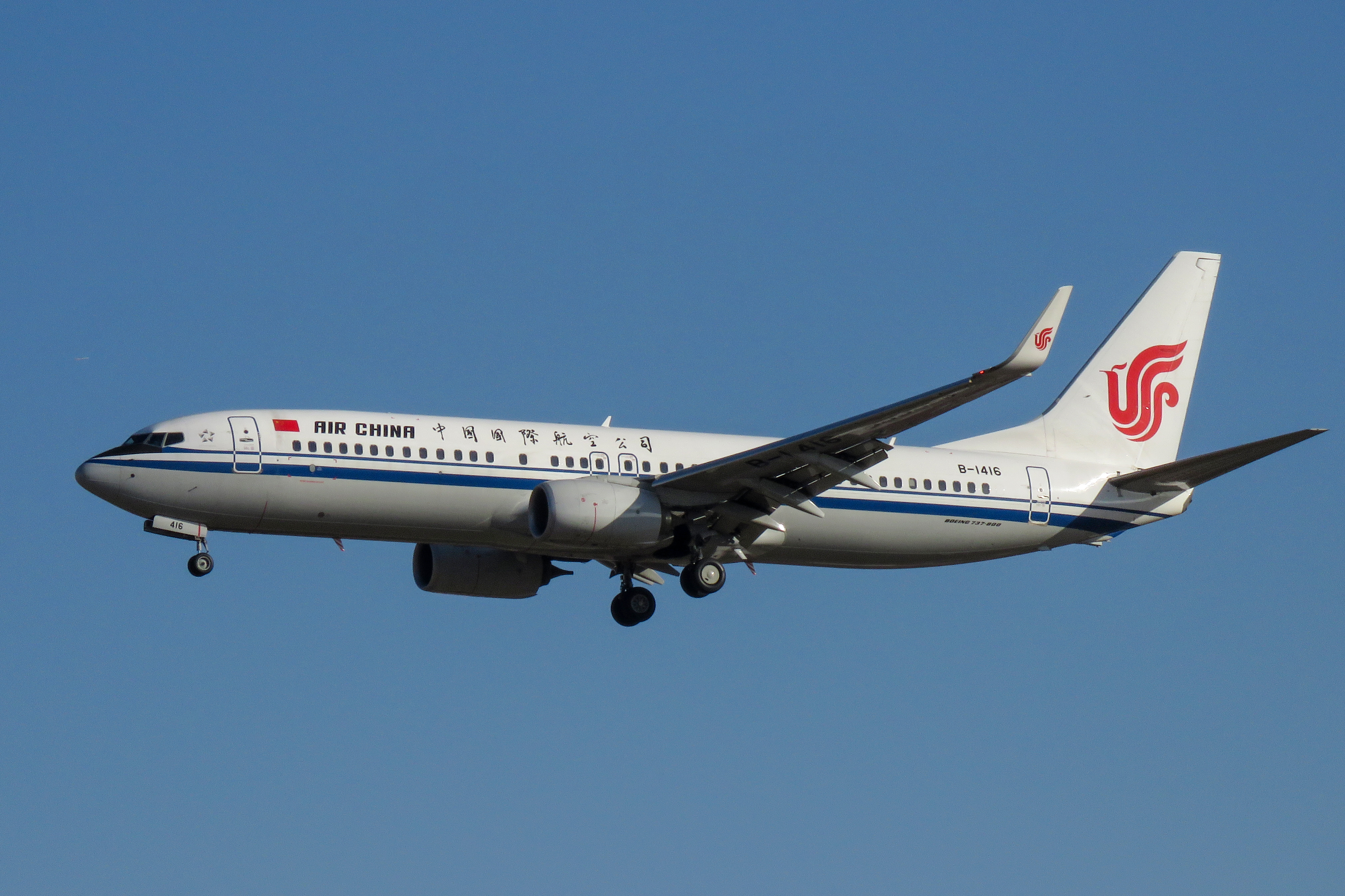
Boeing 737-800
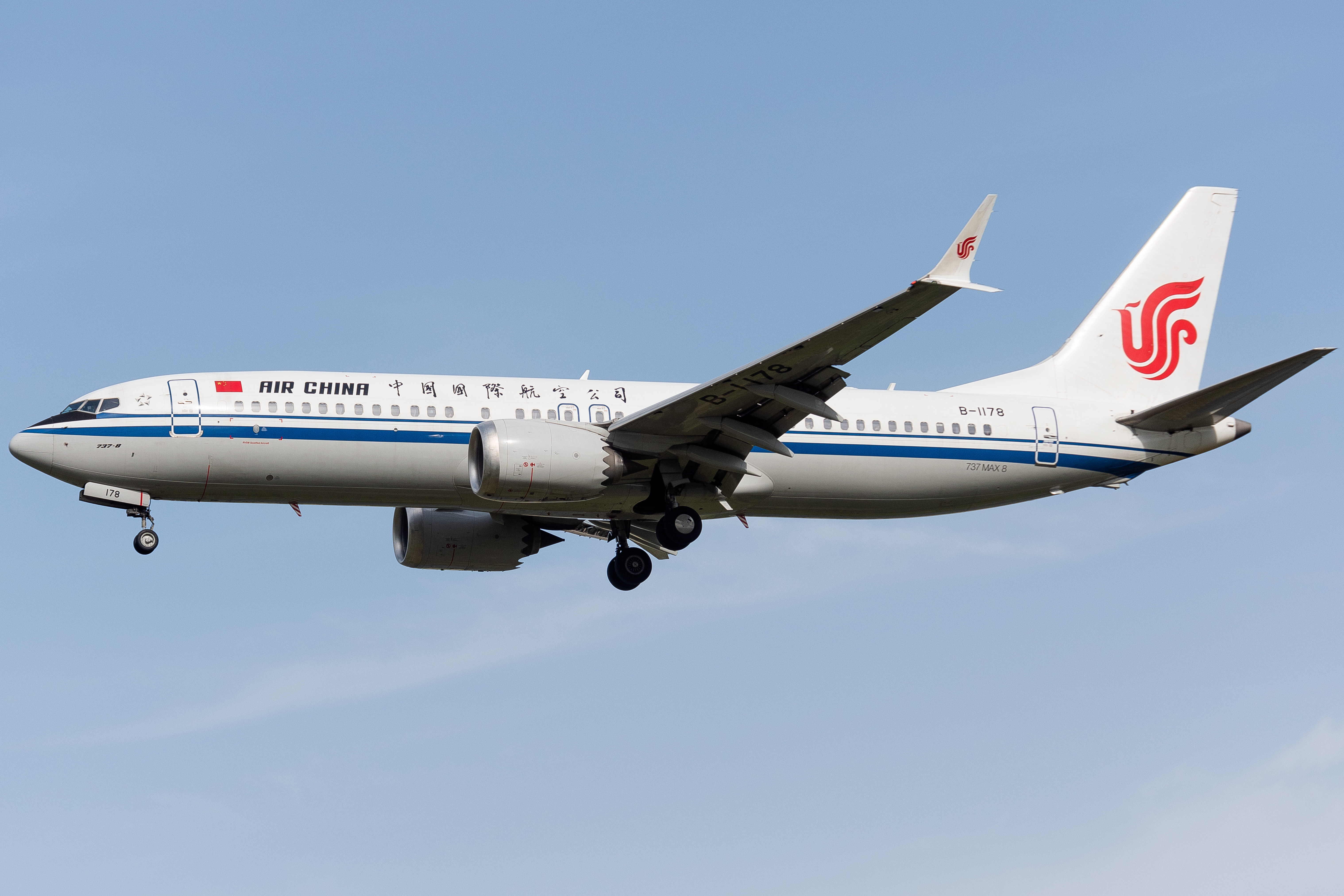
Boeing 737-8 MAX
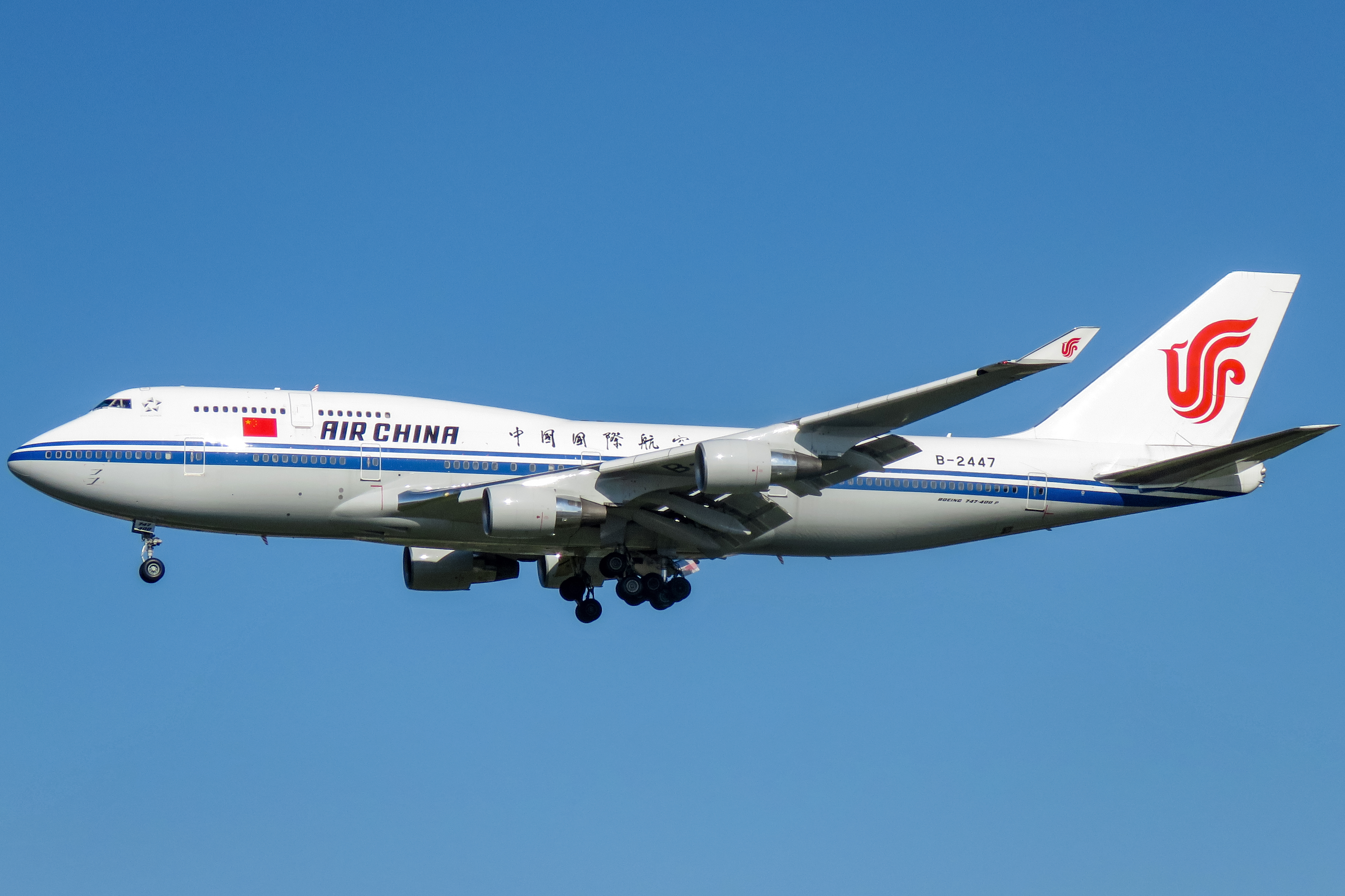
Boeing 747-400
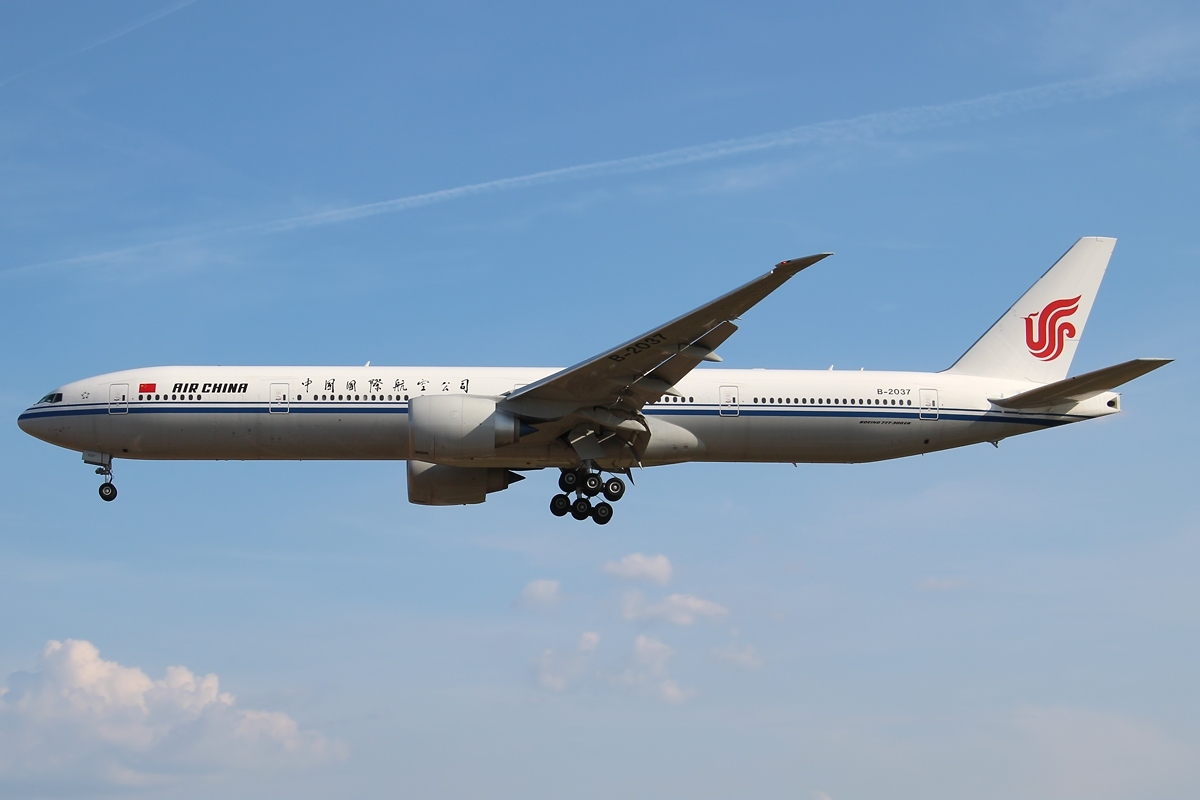
Boeing 777-300ER
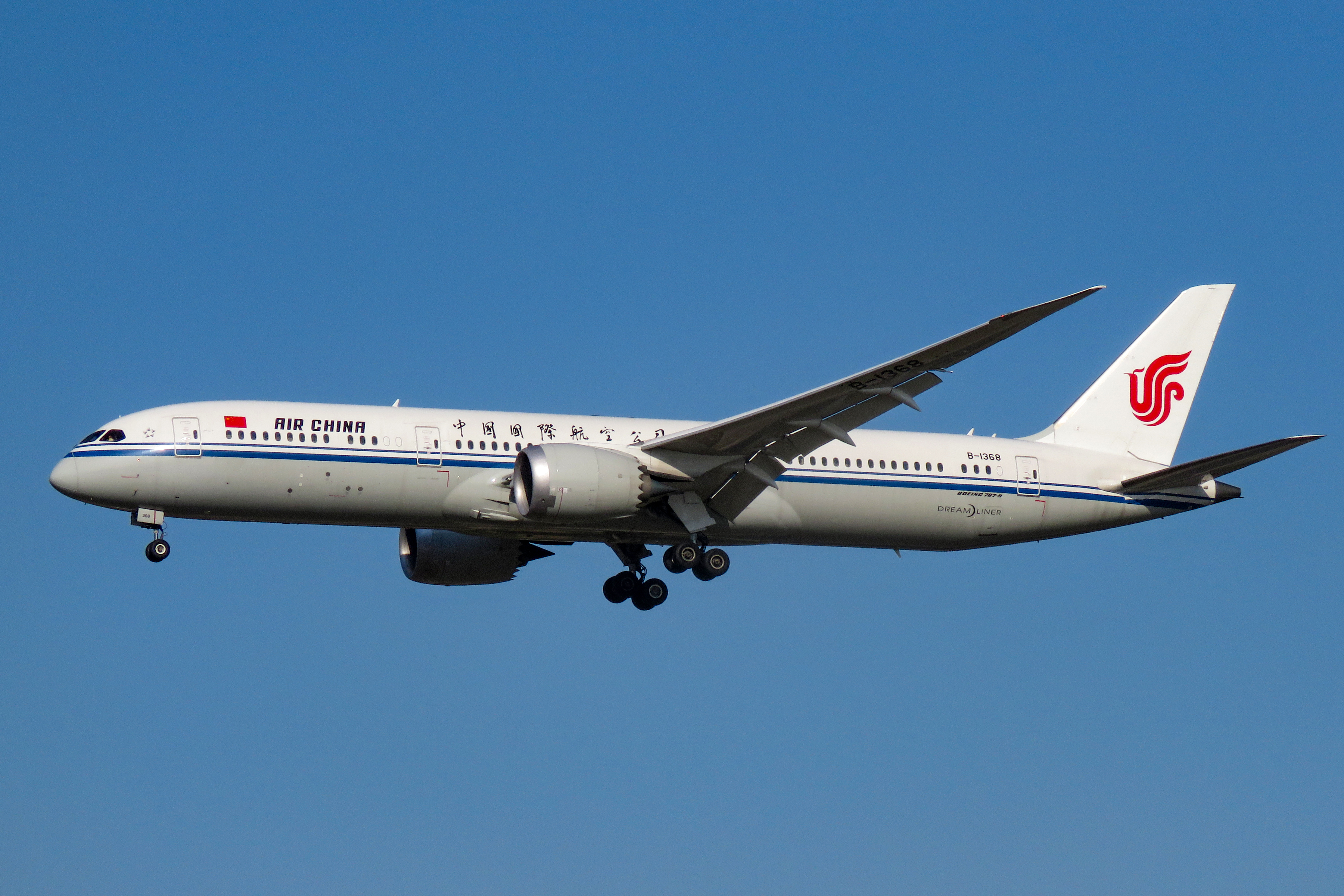
Boeing 787-9
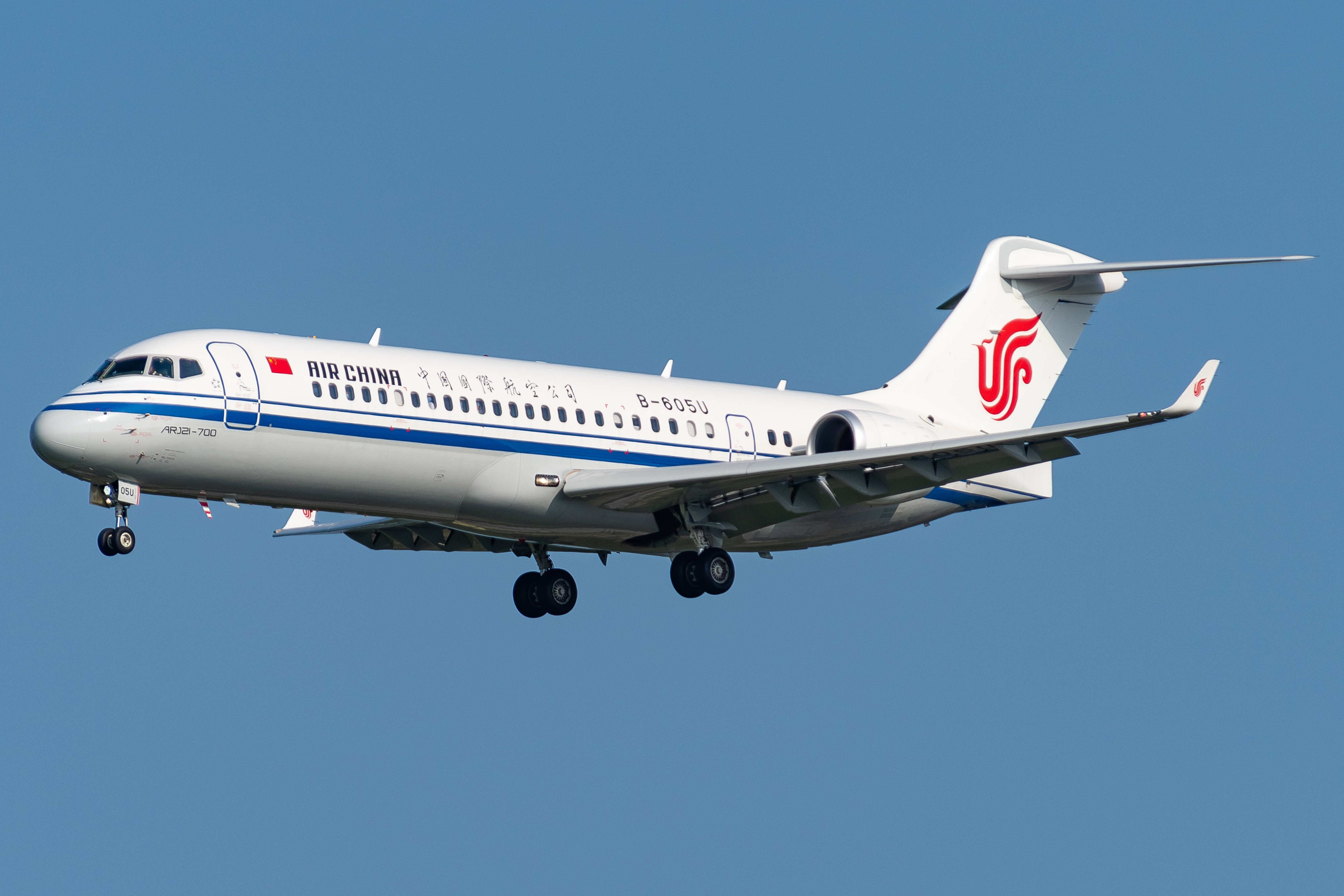
Comac C909-700
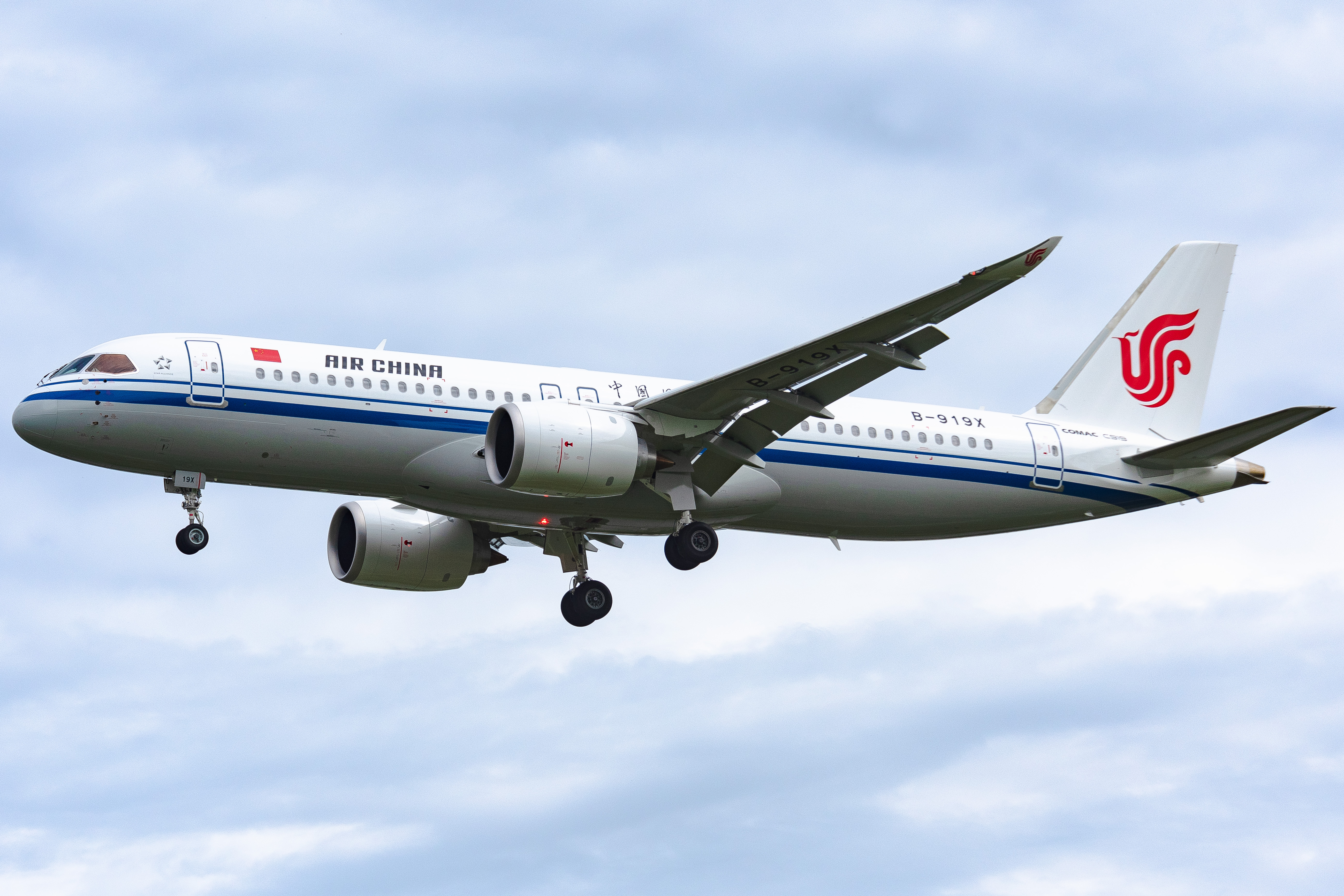
Comac C919

Mit Stand Dezember 2024 besteht die Flotte der Air China aus 498 Flugzeugen mit einem Durchschnittsalter von 9,6 Jahren:
| Flugzeugtyp      | Anzahl | bestellt | Anmerkungen                                                        | Sitzplätze (First/Business/Eco+/Eco) | Durchschnittsalter |
| ---------------- | ------ | -------- | ------------------------------------------------------------------ | ------------------------------------ | ------------------ |
| Airbus A319-100  | 027    |          | drei mit Sharklets ausgestattet; drei inaktiv                      | 128 (–/8/–/120)                      | 17,9 Jahre         |
| Airbus A320-200  | 038    |          | 16 mit Sharklets ausgestattet                                      | 158 (–/8/–/150)                      | 11,0 Jahre         |
| Airbus A320neo   | 053    | 08       | 21 inaktiv                                                         | 158 (–/8/–/150)                      | 04,4 Jahre         |
| Airbus A321-200  | 061    |          | 17 mit Sharktles ausgestattet; vier inaktiv                        | 185 (–/12/–/173) 177 (–/16/–/161)    | 12,8 Jahre         |
| Airbus A321neo   | 030    | 045      | elf inaktiv                                                        | 194 (–/12/–/182)                     | 03,7 Jahre         |
| Airbus A330-200  | 019    |          | drei inaktiv                                                       | 284 (–/12/–/272) 237 (–/30/–/207)    | 15,0 Jahre         |
| Airbus A330-300  | 028    |          | drei inaktiv                                                       | 301 (–/30/16/255)                    | 10,8 Jahre         |
| Airbus A350-900  | 030    |          | zwei inaktiv                                                       | 312 (–/32/24/256)                    | 03,9 Jahre         |
| Boeing 737-700   | 018    |          | 11 mit Winglets ausgestattet; zwei inaktiv                         | 128 (–/8/–/120)                      | 18,1 Jahre         |
| Boeing 737-800   | 087    |          | 85 mit Winglets ausgestattet; sechs inaktiv                        | 167 (–/8/–/159) 159 (–/12/–/147)     | 11,7 Jahre         |
| Boeing 737-8 MAX | 023    | 015      | eine inaktiv                                                       | 176 (–/8/–/168)                      | 05,5 Jahre         |
| Boeing 747-400   | 02     |          |                                                                    | 344 (10/42/–/292)                    | 27,3 Jahre         |
| Boeing 747-8     | 07     |          | zwei inaktiv; ein Flugzeug betrieben für die chinesische Regierung | 365 (12/54/66/233) VIP               | 10,0 Jahre         |
| Boeing 777-300ER | 028    |          | eine inaktiv                                                       | 311 (8/42/–/261)                     | 10,7 Jahre         |
| Boeing 787-9     | 014    | 01       | eine inaktiv                                                       | 293 (–/30/34/229)                    | 07,8 Jahre         |
| Comac C909-700   | 031    | 04       | fünf inaktiv                                                       | 90 (–/–/–/90)                        | 02,1 Jahre         |
| Comac C919       | 02     | 098      | Auslieferung von 2024 bis 2031                                     | 158 (–/8/–/150)                      | 00,2 Jahre         |
| Gesamt           | 498    | 171      |                                                                    |                                      | 09,6 Jahre         |

### Sonderbemalungen

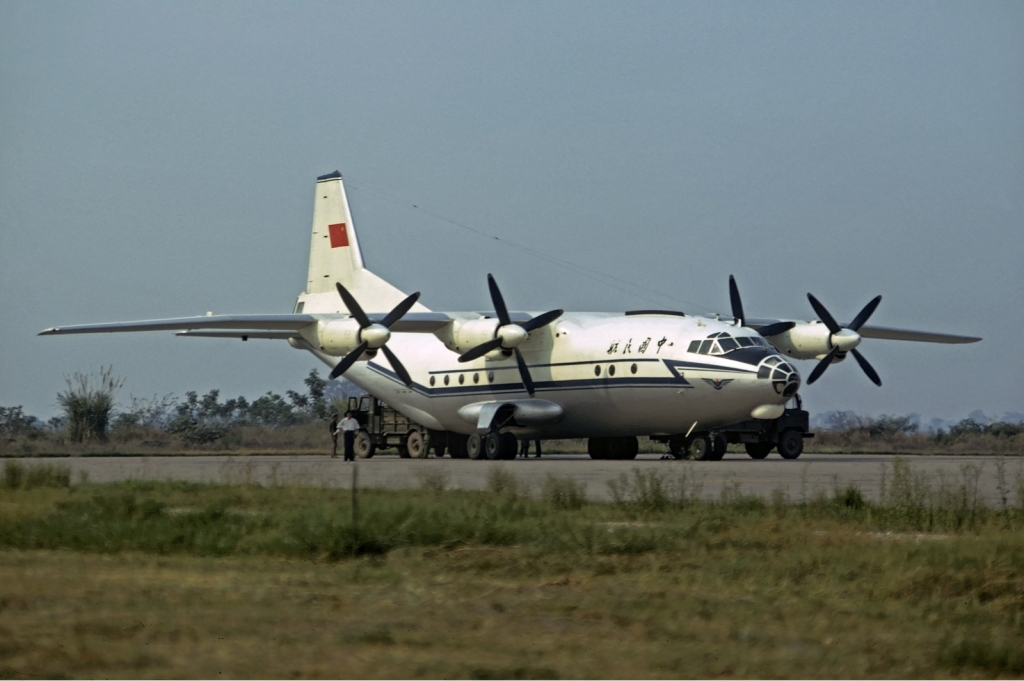
Antonow An-12 der CAAC in Wattay, 1975

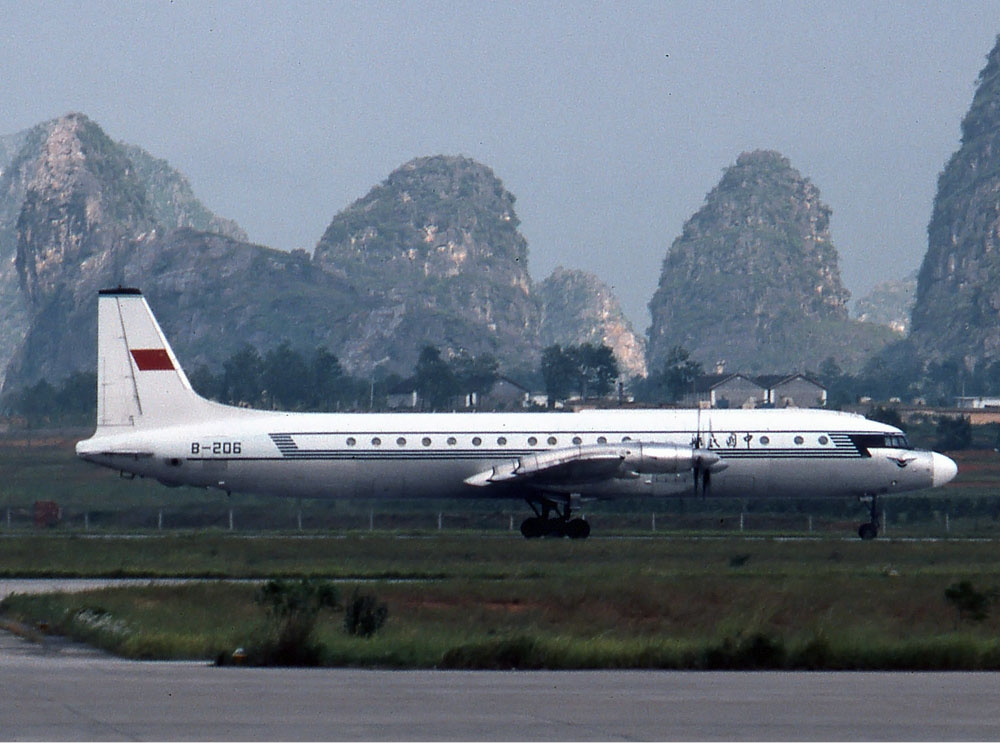
Iljuschin Il-18 der CAAC in Guilin, 1984

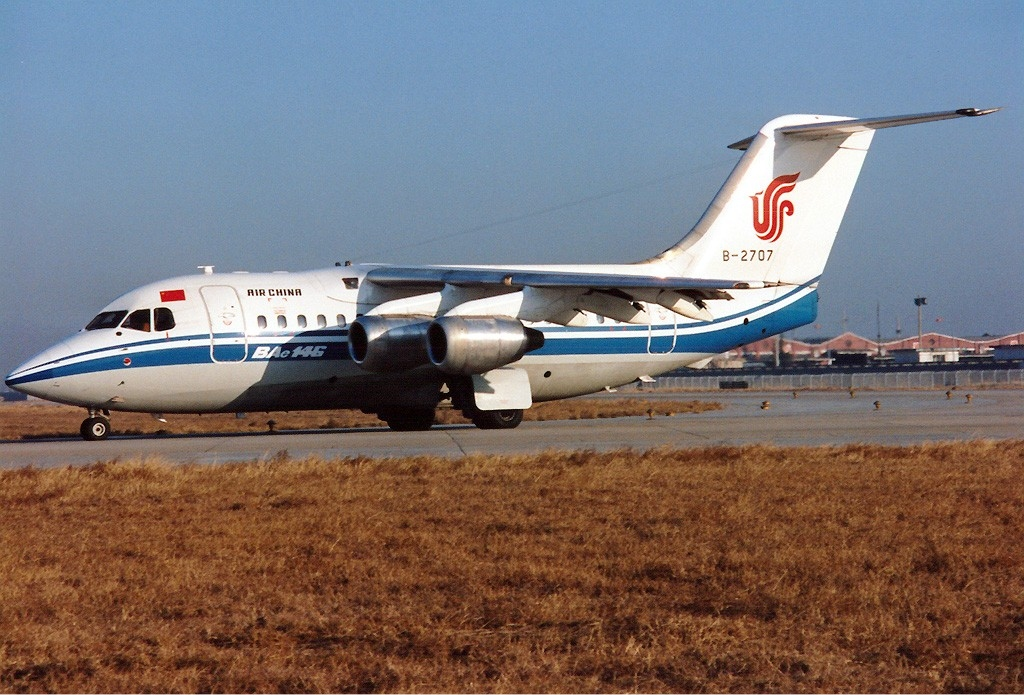
BAe 146-100 der Air China, 1995

| Flugzeugtyp      | Luftfahrzeugkennzeichen | Bemalung                               | Zeitraum                           | Bild |
| ---------------- | ----------------------- | -------------------------------------- | ---------------------------------- | --- |
| Airbus A321-200  | B-6361 B-6365           | Beautiful Sichuan Beautiful Sichuan II | seit Mai 2010 seit Dezember 2008   | |
| Airbus A321-200  | B-6383                  | Star Alliance                          | seit Juli 2018                     | |
| Airbus A330-200  | B-6071                  | Jinli                                  | seit Juni 2021                     | Bild gesucht Die Wikipedia wünscht sich an dieser Stelle ein Bild. Weitere Infos zum Motiv findest du vielleicht auf der Diskussionsseite . Falls du dabei helfen möchtest, erklärt die Anleitung , wie das geht. |
| Airbus A330-300  | B-5912 B-6101           | Star Alliance                          | seit März 2024 seit Mai 2024       | |
| Airbus A330-300  | B-5977                  | 50th A330 for Air China                | seit August 2015                   | |
| Airbus A350-900  | B-308M                  | Star Alliance                          | seit Mai 2019                      | |
| Boeing 737-700   | B-5211 B-5214           | Pink Peony                             | seit Dezember 2008                 | |
| Boeing 737-800   | B-5198                  | Yellow Peony                           | seit Dezember 2008                 | |
| Boeing 737-800   | B-5390                  | Gold Peony                             | seit Mai 2010                      | |
| Boeing 737-800   | B-5422                  | Phoenix                                | seit März 2009                     | |
| Boeing 737-800   | B-5425 B-5497           | Star Alliance                          | seit Januar 2023 seit Februar 2023 | |
| Boeing 777-300ER | B-2006                  | Love China                             | seit September 2014                | |
| Boeing 777-300ER | B-2032                  | Star Alliance                          | seit Juli 2012                     | |

### Ehemalige Flugzeugtypen
Zuvor betrieben CAAC und Air China auch folgende Flugzeugtypen:
- Airbus A300
- Airbus A310
- Airbus A340-300
- Antonow An-2
- Antonow An-12
- Antonow An-24
- Antonow An-26
- Antonow An-30
- BAe 146
- Boeing 707
- Boeing 737-200, -300
- Boeing 747-200, -SP
- Boeing 757-200
- Boeing 767-200ER, -300
- Convair CV-240
- De Havilland Canada DHC-6 Twin Otter
- Douglas DC-9/MD-80
- Hawker Siddeley Trident
- Iljuschin Il-14
- Iljuschin Il-18
- Iljuschin Il-62
- Lisunow Li-2
- Short 360
- Tupolew Tu-154
- Vickers Viscount
- Xian Y-7

## Technik
In Peking betreibt Air China in einem Joint Venture mit der Lufthansa die Aircraft Maintenance and Engineering Corporation (AMECO Beijing), die der derzeit größte Anbieter von MRO-Dienstleistungen (Maintenance, Repair and Overhaul – Wartung, Reparatur und Überholung) in der Volksrepublik China ist. Neben dem Hauptsitz in Peking betreibt AMECO neun weitere Wartungsstützpunkte in Chengdu, Chongqing, Hangzhou, Tianjin, Hohhot, Shanghai, Guiyang, Wuhan und Guangzhou.
AMECO Beijing wurde im Mai 1989 gegründet, wobei Air China als Mehrheitseigner 60 Prozent der Anteile hält und Lufthansa 40 Prozent. AMECO wartet nicht nur die Flugzeuge der Air China und der Lufthansa, sondern auch die zahlreicher anderer nationaler und internationaler Airlines. So schlossen zum Beispiel im Jahr 2005 United Airlines und AMECO einen Fünfjahresvertrag über die Wartung aller 55 Boeing 777 der Flotte der amerikanischen Airline ab. Der Vertrag wurde 2010 um weitere fünf Jahre verlängert und auf sämtliche Boeing 747 der Airline ausgedehnt.
Seit dem 1. August 2014 führt AMECO Beijing an den von Singapore Airlines auf der Peking-Singapur-Strecke eingesetzten Airbus A380 so genannte Line-Maintenance-Aufgaben (Vorflugwartungsarbeiten) aus; dabei handelt es sich um Wartungs- und Prüfarbeiten, die jedem Flug vorausgehen bzw. täglich oder in kurzen Zeitabständen von bis zu einer Woche ausgeführt werden müssen.

## Frachtgeschäft
Das Frachtgeschäft wird bei Air China durch eine selbstständige Tochtergesellschaft, die Air China Cargo, abgewickelt. Air China hält 51 Prozent der Besitzanteile an Air China Cargo. Air China Cargo transportiert Luftfracht nicht nur mit den eigenen Frachtern, sondern besitzt auch das alleinige Nutzungsrecht für die Frachträume aller Passagiermaschinen der Air China, sodass nicht durch Passagiergepäck belegte Bereiche des Frachtraums mit Luftfracht aufgefüllt werden können.

## PhoenixMiles
Unter dem Namen PhoenixMiles (鳳凰知音 / 凤凰知音,  Fènghuáng Zhīyīn – „Die besten Freunde des Phönix“) betreibt Air China seit 1994 ein Vielfliegerprogramm, das derzeit 32,96 Millionen Mitglieder zählt. Diesem Bonussystem haben sich unter anderen die chinesischen Luftfahrtunternehmen Shenzhen Airlines, Shandong Airlines und Dalian Airlines angeschlossen.
Als Mitglied der Star Alliance ist das Vielfliegerprogramm der Air China weitestgehend kompatibel mit den Vielfliegerprogrammen der anderen Mitglieder dieser Luftfahrtallianz. PhoenixMiles-Mitglieder können als Passagiere Meilen auf allen Flügen von Air China und deren Partnerairlines sammeln.
Sowohl die Zahl der gutgeschriebenen Meilen als auch die Sonderrechte (Zugangsberechtigung zu Lounges, Mitnahme von zusätzlichen Gepäckstücken usw.) sind wie bei jedem Vielfliegerprogramm abhängig vom Status des Mitglieds – es gibt normale Mitglieder, Silver Card Members, Gold Card Members und Platinum Card Members.

## Zwischenfälle
Seit ihrer Umbenennung im Jahr 1988 (vormals CAAC) kam es bis September 2023 bei Air China zu drei Totalschäden von Flugzeugen. Bei einem davon kamen 129 Menschen ums Leben. Beispiele:
- Am 22. März 1990 wurde eine Hawker Siddeley Trident 2E der Air China (Luftfahrzeugkennzeichen B-2208) für die Landung auf dem Flughafen Guilin Qifengling (China) zu hoch angeflogen und setzte erst sehr spät auf der Landebahn auf. Sie überrollte das Ende der sehr nassen Landebahn, geriet in weichen Boden und wurde irreparabel beschädigt. Alle 107 Insassen, fünf Besatzungsmitglieder und 102 Passagiere, überlebten den Unfall.[28]

- Am 15. April 2002 wurde eine Boeing 767-200ER (B-2552) während des Landeanflugs auf den Flughafen Gimhae (Südkorea) bei schlechtem Wetter in einen Berg geflogen. Die Maschine war auf dem Weg von Peking nach Busan, flog jedoch aufgrund eines Pilotenfehlers in einen Hügel nahe Busan. Bei diesem CFIT (Controlled flight into terrain) wurden 129 der 166 Menschen an Bord getötet (siehe auch Air-China-Flug 129).[29]

## Trivia
- In der Folge Der lächelnde Buddha der Zeichentrickserie Die Simpsons aus dem Jahr 2005 fliegt die Familie Simpson mit einem Flugzeug nach China, das den Schriftzug Air China trägt.
- In dem Film Karate Kid aus dem Jahr 2010 ist als Produktplatzierung eine startende und landende Boeing 747-400 der Air China zu sehen. Während einer weiteren Szene, in der der Hauptdarsteller Jaden Smith in der Flugzeugkabine versucht, mit einem vermeintlich chinesischen Passagier Chinesisch zu sprechen, sind im Hintergrund Flugbegleiterinnen in Air-China-Uniformen und auf den Wänden der Kabine das Air-China-Logo zu sehen.
- Im Film The Interview aus dem Jahr 2014 ist eine Maschine der fiktiven Luftfahrtgesellschaft Zhangzhou Air (vermutlich eine fehlerhafte Schreibung von Zhengzhou Air) zu sehen, die aber in der gesamten Art des Anstrichs und der Beschriftung einer Boeing 747-400 der Air China gleicht.[30]
- Das Logo der Air China bildet aus den lateinischen Buchstaben V.I.P. einen stilisierten roten Phönix.[31]